# Aleiodes rileyi
Aleiodes rileyi är en stekelart som beskrevs av Cresson 1869. Aleiodes rileyi ingår i släktet Aleiodes och familjen bracksteklar. Inga underarter finns listade i Catalogue of Life.